# Liste des titres musicaux numéro un en Allemagne en 1971
Cette page liste les titres numéro un dans les meilleures ventes de disques en Allemagne pour l'année 1971 selon Media Control Charts. 
Les classements sont issus des 100 meilleures ventes de singles et des 100 meilleures ventes d'albums. Ils se déroulent du vendredi au jeudi, et sont publiés le mardi par l'industrie musicale allemande.

## Classement des singles
| №  | Date         | Artiste                      | Titre         |
| -- | ------------ | ---------------------------- | ------------- |
| 1  | 1er janvier  | Miguel Ríos                  | A Song of Joy |
| 2  | 8 janvier    | Miguel Ríos                  | A Song of Joy |
| 3  | 15 janvier   | Miguel Ríos                  | A Song of Joy |
| 4  | 22 janvier   | Miguel Ríos                  | A Song of Joy |
| 5  | 29 janvier   | George Harrison              | My Sweet Lord |
| 6  | 5 février    | George Harrison              | My Sweet Lord |
| 7  | 12 février   | George Harrison              | My Sweet Lord |
| 8  | 19 février   | George Harrison              | My Sweet Lord |
| 9  | 26 février   | George Harrison              | My Sweet Lord |
| 10 | 5 mars       | George Harrison              | My Sweet Lord |
| 11 | 12 mars      | George Harrison              | My Sweet Lord |
| 12 | 19 mars      | George Harrison              | My Sweet Lord |
| 13 | 26 mars      | George Harrison              | My Sweet Lord |
| 14 | 2 avril      | George Harrison              | My Sweet Lord |
| 15 | 9 avril      | Lynn Anderson                | Rose Garden   |
| 16 | 16 avril     | Creedence Clearwater Revival | Hey Tonight   |
| 17 | 23 avril     | Lynn Anderson                | Rose Garden   |
| 18 | 30 avril     | Lynn Anderson                | Rose Garden   |
| 19 | 7 mai        | Lynn Anderson                | Rose Garden   |
| 20 | 14 mai       | Lynn Anderson                | Rose Garden   |
| 21 | 21 mai       | Danyel Gérard                | Butterfly     |
| 22 | 28 mai       | Danyel Gérard                | Butterfly     |
| 23 | 4 juin       | Danyel Gérard                | Butterfly     |
| 24 | 11 juin      | Danyel Gérard                | Butterfly     |
| 25 | 18 juin      | Danyel Gérard                | Butterfly     |
| 26 | 25 juin      | Danyel Gérard                | Butterfly     |
| 27 | 2 juillet    | Danyel Gérard                | Butterfly     |
| 28 | 9 juillet    | Danyel Gérard                | Butterfly     |
| 29 | 16 juillet   | Danyel Gérard                | Butterfly     |
| 30 | 23 juillet   | Danyel Gérard                | Butterfly     |
| 31 | 30 juillet   | Danyel Gérard                | Butterfly     |
| 32 | 6 août       | Danyel Gérard                | Butterfly     |
| 33 | 13 août      | Danyel Gérard                | Butterfly     |
| 34 | 20 août      | Danyel Gérard                | Butterfly     |
| 35 | 27 août      | The Sweet                    | Co-Co         |
| 36 | 3 septembre  | The Sweet                    | Co-Co         |
| 37 | 10 septembre | The Sweet                    | Co-Co         |
| 38 | 17 septembre | The Sweet                    | Co-Co         |
| 39 | 24 septembre | The Sweet                    | Co-Co         |
| 40 | 1er octobre  | The Sweet                    | Co-Co         |
| 41 | 8 octobre    | Danyel Gérard                | Butterfly     |
| 42 | 15 octobre   | The Sweet                    | Co-Co         |
| 43 | 22 octobre   | Peret                        | Borriquito    |
| 44 | 29 octobre   | Peret                        | Borriquito    |
| 45 | 5 novembre   | Pop-Tops (es)                | Mamy Blue     |
| 46 | 12 novembre  | Pop-Tops (es)                | Mamy Blue     |
| 47 | 19 novembre  | Pop-Tops (es)                | Mamy Blue     |
| 49 | 26 novembre  | Pop-Tops (es)                | Mamy Blue     |
| 50 | 3 décembre   | Pop-Tops (es)                | Mamy Blue     |
| 51 | 10 décembre  | Pop-Tops (es)                | Mamy Blue     |
| 52 | 17 décembre  | Pop-Tops (es)                | Mamy Blue     |
| 53 | 24 décembre  | Pop-Tops (es)                | Mamy Blue     |
| 54 | 31 décembre  | Pop-Tops (es)                | Mamy Blue     |

## Classement des albums
| №  | Date         | Artiste            | Titre                          |
| -- | ------------ | ------------------ | ------------------------------ |
| 1  | 1er janvier  | James Last         | Non Stop Dancing 11            |
| 2  | 8 janvier    | James Last         | Non Stop Dancing 11            |
| 3  | 15 janvier   | James Last         | Non Stop Dancing 11            |
| 4  | 22 janvier   | James Last         | Non Stop Dancing 11            |
| 5  | 29 janvier   | James Last         | Non Stop Dancing 11            |
| 6  | 5 février    | James Last         | Non Stop Dancing 11            |
| 7  | 12 février   | James Last         | Non Stop Dancing 11            |
| 8  | 19 février   | James Last         | Non Stop Dancing 11            |
| 9  | 26 février   | James Last         | Non Stop Dancing 11            |
| 10 | 5 mars       | James Last         | Non Stop Dancing 11            |
| 11 | 12 mars      | James Last         | Non Stop Dancing 11            |
| 12 | 19 mars      | James Last         | Non Stop Dancing 11            |
| 13 | 26 mars      | James Last         | Non Stop Dancing 11            |
| 14 | 2 avril      | James Last         | Non Stop Dancing 11            |
| 15 | 9 avril      | James Last         | Non Stop Dancing 11            |
| 16 | 16 avril     | James Last         | Non Stop Dancing 11            |
| 17 | 23 avril     | James Last         | Non Stop Dancing 11            |
| 18 | 30 avril     | James Last         | Non Stop Dancing 11            |
| 19 | 7 mai        | James Last         | Non Stop Dancing 11            |
| 20 | 14 mai       | James Last         | Non Stop Dancing 11            |
| 21 | 21 mai       | James Last         | Non Stop Dancing 11            |
| 22 | 28 mai       | James Last         | Non Stop Dancing 11            |
| 23 | 4 juin       | The Rolling Stones | Sticky Fingers                 |
| 24 | 11 juin      | The Rolling Stones | Sticky Fingers                 |
| 25 | 18 juin      | The Rolling Stones | Sticky Fingers                 |
| 26 | 25 juin      | The Rolling Stones | Sticky Fingers                 |
| 27 | 2 juillet    | Compilation        | 3 x 9                          |
| 28 | 9 juillet    | Compilation        | 3 x 9                          |
| 29 | 16 juillet   | Compilation        | 3 x 9                          |
| 30 | 23 juillet   | Compilation        | 3 x 9                          |
| 31 | 30 juillet   | James Last         | Non Stop Dancing 12            |
| 32 | 6 août       | James Last         | Non Stop Dancing 12            |
| 33 | 13 août      | James Last         | Non Stop Dancing 12            |
| 34 | 20 août      | James Last         | Non Stop Dancing 12            |
| 35 | 27 août      | James Last         | Non Stop Dancing 12            |
| 36 | 3 septembre  | Compilation        | 3 x 9                          |
| 37 | 10 septembre | Compilation        | 3 x 9                          |
| 38 | 17 septembre | Compilation        | 3 x 9                          |
| 39 | 24 septembre | Compilation        | 3 x 9                          |
| 40 | 1er octobre  | Deep Purple        | Fireball                       |
| 41 | 8 octobre    | Deep Purple        | Fireball                       |
| 42 | 15 octobre   | Deep Purple        | Fireball                       |
| 43 | 22 octobre   | Deep Purple        | Fireball                       |
| 44 | 29 octobre   | Compilation        | 3 x 9                          |
| 45 | 5 novembre   | Compilation        | 3 x 9                          |
| 46 | 12 novembre  | Compilation        | 3 x 9                          |
| 47 | 19 novembre  | Compilation        | 3 x 9                          |
| 49 | 26 novembre  | Compilation        | 3 x 9                          |
| 50 | 3 décembre   | Compilation        | Stars für uns - Hilfe für alle |
| 51 | 10 décembre  | Compilation        | Stars für uns - Hilfe für alle |
| 52 | 17 décembre  | Compilation        | Stars für uns - Hilfe für alle |
| 53 | 24 décembre  | Compilation        | Stars für uns - Hilfe für alle |
| 54 | 31 décembre  | Compilation        | Stars für uns - Hilfe für alle |